# Cathédrale Saint-Pierre de Libreville
 (mars 2023).
Si vous disposez d'ouvrages ou d'articles de référence ou si vous connaissez des sites web de qualité traitant du thème abordé ici, merci de compléter l'article en donnant les références utiles à sa vérifiabilité et en les liant à la section « Notes et références ».
La Cathédrale Saint-Pierre est une église catholique située à Libreville, au Gabon.

## Histoire
L'histoire de l'église ayant pour patron Saint Pierre remonte à la fin du XIXme siècle. L'église Sainte-Marie, datant de l'année 1850, étant devenue trop petite, la construction d'une nouvelle église se fit nécessaire. La première pierre de la vielle église Saint-Pierre fut posée le 24 mai 1882. Déjà peu plus de deux ans plus tard, le 14 septembre 1884 eut lieu sa bénédiction. Entre 1952 et 1955, on entreprit des travaux d'agrandissemnet et d'embellissement.
En 1975, on décida de démolir l'ancien édifice de l'église Saint-Pierre pour faire place à un nouveau palais présidentiel, qui devait être construit pour le sommet de l’Organisation de l'Unité africaine (OUA) en 1977. La démolition fut exécutée à partir de 1977. Pour dédommager l'archevêché, qui avait cédé le terrain, et pour conserver l'architecture de la vieille église, l'état gabonais finança la construction d'une copie de la dernière à l'emplacement de l'ancienne église de Notre-Dame-des-Victoires de Glass, qu'il fallut démolir à son tour pour ce but.
La construction d’une basilique à Libreville fut décidée par le président Omar Bongo. La basilique devait répondre aux normes de l’architecture moderne. La maquette du projet fut présentée au chef de l’Etat gabonais le 12 janvier 2008 par l’archevêque de Libreville, Basile Mvé Engone (en).
La première pierre fut posée le 25 janvier 2008 par Dominique Mamberti, secrétaire pour les relations du Saint-Siège avec les États et envoyé spécial du pape Benoît XVI lors d’une cérémonie officielle, présidée par le président Omar Bongo. Le maître d’œuvre de l’ouvrage était l’architecte ivoirien d’origine libanaise, Pierre Fakhoury. Selon d'autres sources, cependant, la première pierre de la nouvelle église aurait été posée déjà le 28 février de 1982 par le pape Jean-Paul II, « en présence de Monseigneur Anguilé et de toute la communauté chrétienne du Gabon », selon une plaque commémorative, et la nouvelle église aurait été bénie en 1986 par le pro‐Nonce apostolique, Monseigneur Donato Squicciarini, qui aurait procédé à la bénédiction solennelle le 29 juin 1986, en présence du Premier ministre Léon Mebiame, représentant le président de la République, Omar Bongo.
En 2016, la construction était en train d'être achevée, à la suite de problèmes avec la toiture.